# Униформа русской армии
Формы обмундирования русского войска и армии — предметы форменной одежды военнослужащих войска Русского царства, гвардии и армии Российской империи.

## Допетровская эпоха
В России до конца XVII в. постоянных войск почти не было; у княжьей дружины была та же одежда, какую носили мирные жители, только с прибавлением доспехов; изредка какой-нибудь князь одевал свою дружину однообразно и иногда не по-русски: так, Даниил Галицкий, помогая венгерскому королю, имел свои полки одетыми по-татарски. В XVI в. появляются стрельцы, которые, составляя уже нечто вроде постоянного войска, имеют и однообразную одежду, сначала красную с белыми берендейками (перевязи), а потом, при Михаиле Феодоровиче, разноцветную; Стрелецкие полки имели парадную униформу, состоящую из верхнего кафтана, зипуна, шапки с околышем, штанов и сапог, цвет которых (кроме штанов) регламентировался согласно принадлежности к определённому полку. Для выполнения повседневных обязанностей использовалась полевая форма — «носильное платье», имеющую тот же самый покрой, что и парадная, но из более дешевого сукна серого, чёрного, или коричневого цвета.
Жильцы имели дорогие терлики и парчовые шапки; впоследствии являются ещё конные жильцы, у которых были крылья за плечами. Рынды, составлявшие почетную стражу царей, одевались в кафтаны и ферязи из шелка или бархата, отороченные мехами, и носили высокие шапки из рысьего меха. При царе Алексее Михайловиче стрельцы одеваются в длинные кафтаны из сукна с большими отложными воротниками и застежками в виде шнуров; на ногах высокие сапоги, на голове шапка в мирное время мягкая, высокая, отороченная мехом, в военное — круглая железная. Полки различались между собой цветом воротников, шапок и иногда сапог. Начальствующие лица имели кожаные рукавицы и посохи, служившие в то время вообще знаком власти. Солдатские и иноземные полки также одевались наподобие стрельцов.

В сочинении итальянца Ф.Тьеполо, составленном по рассказам очевидцев, русская пехота середины XVI в. описывается следующим образом: 
"Пехота носит такие же кафтаны (как и конница — С. Л.), и немногие имеют доспехи.

## Пётр Iи эпоха дворцовых переворотов
Вернувшись из заграничного путешествия в 1698 году, Петр I решил одеть свою армию в мундиры венгерского типа. Семь тысячных солдатских полков, сформированных весной 1700 г., должны были получить новое «венгерское платье» следующих цветов: полк Гордона темно-зеленого, К. Гулица — голубого, Н. Балка — красного, Т. Юнгора и И. фон Вердена — зеленого, М. Фливерка — зеленого и темнозеленого, О. Польмана - вишневого. Для четырёх полков дивизии A. Головина изготовили мундиры темно-зеленого, зеленого, красного и голубого цветов. Основным видом головного убора для солдат и офицеров была суконная, с небольшим верхом и меховой опушкой шапка. «Венгерское платье» использовалось в гвардии до 1702–1703 гг., а в полевой армии — до 1704–1705 гг. Но уже с конца 1702 года в гвардии, а затем и в остальных полках, стал вводиться мундир общеевропейского образца.
Эта форма была довольно проста и одинакова для пехоты и для кавалерии: кафтан длиною до колен, в пехоте зелёного, в кавалерии синего цвета; камзол несколько короче кафтана, штаны узкие до колен, сапоги с раструбами при походной Форма, обыкновенно башмаки с медной пряжкой, чулки в гвардии красные, в армии зелёные, в пехотных и драгунских полках треугольные шляпы, у гренадер круглые кожаные шапки со страусовым султаном, в бомбардирских ротах головной убор наподобие гренадерского, но с медвежьей опушкой. Верхней одеждой служила епанча, во всех родах оружия одинаково красного цвета, очень узкая и короткая, доходящая лишь до колен. Отличием унтер-офицеров служил золотой галун на обшлагах кафтана и полях шляпы. Таким же галуном обшивались борты и карманы кафтанов и камзолов у офицеров, отличием которых ещё служили золоченые пуговицы, белый галстук и при парадной Форме белый с красным плюмаж на шляпе. В строю офицеры надевали ещё особый металлический знак, который носился на шее. Шарфы, носимые через плечо, служили для отличия штаб- от обер-офицеров: у первых кисти были золотые, у вторых серебряные. Напудренные парики надевались только офицерами и то лишь при парадной Форме. Каждый солдат имел шпагу и ружье, а драгуны в конном строю — пистолет и палаш; офицеры, кроме гренадерских, имевших ружья с золотым погоном (ремнем, перевязью), также имели шпаги и протазаны (нечто вроде копья на длинном древке). Бороды брили, но усы носить разрешалось.
- Рядовой гренадер Л. Гв. Преображенского полка с 1700 по 1732 год.[4]
- Рядовой армейского пех. полка в 1720—32 гг. Вооружение каждого солдата состояла из шпаги с портупеей и фузеи. Патроны помещались в кожаных сумках, прикреплённых к перевязи, к которой привязывалась ещё роговая натруска с порохом.[5]

В последующие царствования форма обмундирования изменялась, но в общем сохранялись образцы Петра Великого, только они все более и более усложнялись, особенно после Семилетней войны, повлёкшей за собою культ Фридриха Великого Стремление к удобству в Форме обмундирования было совершенно забыто; его заменило желание сделать из солдата молодца с виду и дать ему такое обмундирование, на содержание которого в порядке уходило бы все свободное от службы время. Особенно много времени употреблял солдат на содержание в порядке своей шевелюры; волосы причёсывали в две букли и косу и в пешем строю пудрили; в конном разрешалось волос не пудрить и в букли не завивать, забирая в одну плотную косу, но зато требовалось отращивать и высоко подчесывать усы или, у кого их нет, иметь накладные. Одежда солдата была до чрезвычайности узка, что вызывалось требованием тогдашней стойки и особенно маршировки не сгибая колен. Многие части войск имели лосиные брюки, которые перед надеванием смачивались и сохли уже на людях. Обмундирование это было настолько неудобно, что в наставлении для обучения рекрут было предписано надевать его не ранее как через три месяца, предварительно научив солдата прямо стоять и ходить, да и при этом условии «одевать мало-помалу, из недели в неделю, дабы не вдруг его связать и обеспокоить».

## Екатерина II
Форма обмундирования в царствование Екатерины II соблюдалась, особенно в гвардии, весьма неточно, да и в армии командиры частей позволяли себе самовольно изменять. Гвардейские офицеры тяготились ею и вне строя совсем её не носили. Все это вызывало представления об изменении формы обмундирования войск, которая и была в конце царствования Екатерины изменена по настоянию князя Потемкина, говорившего, что «завиваться, пудриться, плесть косы — солдатское ли это дело? Всяк должен согласиться, что полезнее голову мыть и чесать, нежели отягощать пудрою, салом, мукою, шпильками, косами. Туалет солдатский должен быть таков, что встал, то и готов». За основу были взяты образцы униформы польской армии. Обмундирование было сильно упрощено и сделано значительно удобнее; оно состояло из широких мундира и штанов, засунутых в высокие сапоги, треуголка была заменена для солдат каской с продольным гребнем, хорошо защищавшей голову от сабельного удара, но не спасавшей от холода; но в кавалерии и особенно в гвардии Форма обмундирования осталась по-прежнему блестящая и неудобная, хотя сложные причёски и лосины исчезли из обыкновенной формы обмундирования войск. В России погон появился на военной одежде при Петре I. Использовать погон как средство отличия военнослужащих одного полка от военнослужащих другого полка стали с 1762 года, когда каждому полку были установлены погоны различного плетения из гарусного шнура. Одновременно была предпринята попытка сделать погон средством различения солдат и офицеров, для чего в одном и том же полку у офицеров и солдат плетение погона было различным.
- Кавалергард в парадной форме, 1793 г.[7]
- Рядовой и обер-офицер пехотного полка в форме 1786—1796 годов

## Павел I
Павел I затеял военную, как впрочем и другие реформы, не только из собственной прихоти. Российская армия была не в лучшей форме и в прямом и в переносном смысле: страдала дисциплина в полках, особенно, в гвардии, звания раздавались не заслуженно — так, дворянские дети уже с рождения были приписаны в какой-то чин, к тому или иному полку. Многие же имея чин и получая жалование и вовсе не служили (по всей видимости в основном этих-то офицеров и уволили из штата после первого же смотра с участием императора). Как реформатор, Павел I решил последовать своему любимому примеру — Петру Великому. Он решил взять за основу модель современной европейской армии, в частности прусской, ведь, как тогда считали многие, что как не немецкое может служить образчиком педантичности, дисциплинированности и совершенства. В целом военная реформа не была остановлена и после смерти Павла — но продолжалась уже с учетом и пожеланиями дворянства, составляющего костяк офицерства.
Павел I ввел новую форму в русской армии, взяв за основу прусское обмундирование. Обмундирование составили широкий и длинный мундир с фалдами и отложным воротником, узкие и короткие штаны, лакированные башмаки, чулки с подвязками и сапоговидными штиблетами и небольшая треугольная шляпа. Впервые была введена шинель для нижних чинов вместо плаща-епанчи. Она спасла жизнь многим участникам Швейцарского похода 1799 г. Полк от полка отличался цветом воротников и обшлагов, но цвета эти были установлены без всякой системы и были чрезвычайно пестры, трудно запоминались и плохо различались, так как в число цветов входили и такие, как абрикосовый, изабелловый, селадоновый, песочный и т. п. Причёски вновь получили важное значение; солдаты пудрят волосы и заплетают их в косы уставной длины с бантом на конце; причёска была так сложна, что в войсках заведены были особые парикмахеры, а подготовка к смотру или вахт-параду (разводу караулов в присутствии императора) занимала целую ночь.
Соблюдение формы обмундирования было обязательно, под страхом строгого взыскания — иногда даже ссылки в Сибирь с лишением всех прав и состояния. Все это вызвало резкую критику со стороны Суворова, который говорил: «Нет вшивее пруссаков; в шильотгаузе и возле будки не пройдешь без заразы, а головной их убор вонью подарит вам обморок. Мы от гадости (паразитов) были чисты, а ныне они первою докукою стали солдат. Стиблеты гной ногам». Им же было сочинено на солдатское обмундирование четверостишие:
«Пудра — не порох, букли — не пушки, коса — не тесак, я не пруссак, а природный русак!»
Ради эффектного театрального вида строя и четкого обозначения места начальника в строю унтер-офицеры и офицеры вместо огнестрельного оружия имели алебарды-эспантоны. Все начальники имели в руках палки с костяными набалдашниками. Это были те самые «палки капрала», которых следовало бояться больше неприятельской пули. Гренадеры получили высокие конусообразные шапки (гренадерки) с большим металлическим щитом спереди. Мушкетёры (простая пехота и лёгкая пехота) носили треугольные шляпы.
Приняв на себя титул Гроссместера Мальтийского ордена (1800), Павел включил изображение Мальтийского креста в государственную и военную символику Российской империи. Так Мальтийский крест размещался на Государственном гербе, на гренадерках гвардейских частей, на некоторых боевых знаменах и парадно-церемониальных мундирах кавалергардов. Вообще, в 1800 году происходит существенное изменение обмундирования, особенно в гвардии — в сторону его большей пышности, парадности и т. д. (хотя Павел остается требовательным к соблюдению устава и нещадно карает «модников» из числа гвардейских офицеров). На воротниках и лацканах мундиров офицеров гвардии появилось специальное шитье, присвоенное особо каждому полку, офицеры получили аксельбанты и т. д. Обмундирование офицеров и генералов различалось только по головным уборам — генеральские треуголки имели белую плюмажную отделку.
Все обмундирование войск и все снаряжение павловского солдата было приспособлено к плац-параду; даже ружья были пригнаны не для стрельбы, а для приемов, в том числе, штыковых. По свидетельству очевидцев, солдаты в походе мучились больше всего от лакированных башмаков и узких штанов, натиравших ноги. Тем не менее, в условиях линейной тактики армий той эпохи указанные преобразования были необходимы — от умения держать строй, орудовать штыком, перестраиваться под огнём (автоматически выполняя приказ офицера, который (под огнём, в том числе, штуцерных ружей) должен был его отдать и проконтролировать исполнение) в бою зависело очень многое.
Изменения обмундирования кавалерийских частей шло в общем контексте павловских реформ. Кирасирам были оставлены белые мундиры с черными нагрудными кирасами и треугольными шляпами. Для вновь сформированного Лейб-гвардии Кавалергардского полка (отдельные части, именуемые кавалергардскими создавались и в предшествующие царствования, однако это происходило, как правило, к конкретным, как правило, торжественным случаям и речь о формировании новой боевой части не шла) была введена особая форма для несения караулов во дворце — с красными супервестами (парадная имитация кирас) с изображением белого Мальтийского креста и золотых лилий. Кавалергардам был присвоен красный прибор, конной гвардии — тёмно-синий.
В царствование Павла как вид кавалерии возрождаются гусары , чрезвычайно распространенные в этот период в европейских армиях в том числе, и в связи с успехами гусар Наполеона. Форма гусарских полков, в целом, также копировала прусские образцы и включала в себя доломан, ментик, чачкиры, а также вальтрап специфической (треугольной) формы и ташку — все, включая воротники доломанов, полковых цветов, мех для ментиков также в каждом полку утверждался особо. Доломан и ментик расшивались тесьмой (или металлизированным шнуром) по приборному металлу или сукну. Головным убором гусарам служил кивер особой конусовидной формы из чёрной кожи с суконными (в цвет прибора) элементами. Кивер украшался султаном.
Батальонные и полковые музыканты в пехоте и кавалерии сохранили особую отделку мундиров.

## Александр I

### Пехота
Пехота в период царствования сына Павла, в целом, сохранила традиционную структуру. Полки делились на гренадерские и мушкетёрские (с 1810 года — пехотные). Однако в особую единицу из состава полков были выведены егеря, составившие полки лёгкой пехоты.
Павловская форма уже в 1802 году была заменена новой, т. н. промежуточной, получившей название «траурной», сохранившей основные черты прежней, но имевшая качественно иные черты в крое и конструкциях ряда элементов. Но настоящая александровская форма появилась только через полтора-два года. Навсегда были уничтожены парики, хотя короткие косы у нижних чинов сохранялись ещё некоторое время. Офицеры (особенно, гвардейские модники) предпочитали взбивать волосы в кок над лбом и обильно его пудрить, при этом заужая мундиры в рукавах и плечах и увеличивая и без того большие воротники и фалды. Мундиры были значительно укорочены, сужены и получили вид двубортных фраков; введены стоячие твердые воротники и плечевые погоны (унтер-офицеры их поначалу не имели, как и офицеры гвардии — им погоны заменяли аксельбанты на правом плече); воротники офицеров гвардейских полков украшались шитьем или петлицами. Петлицы размещались на воротниках офицеров не только в Гвардии — например, в Московском и Киевском гренадерских полках (1812—1813). Все воротники в пехоте изначально были цветные; по их цветам различались полки или инспекции; позже в пехоте все воротники оставили красными. Офицерские мундиры в пехоте были тёмно-зелёного цвета, темнее мундиров нижних чинов. Мундиры чинов егерских полков кроились из светло-зелёного сукна, с зелёным же воротником с оранжевой выпушкой, впоследствии — зелёного сукна, как в пехоте. Сохранились нагрудные знаки (по ним определялся чин офицеров) и — некоторое время — эспантоны офицеров. В 1813—1814 гг. двубортные мундиры заменили однобортными.
В 1810 г. особые мундиры получили генералы (сохранившие права и на полковые мундиры) — с шитьем в виде дубовых листьев по воротнику, обшлагам, задним карманам. Мундир мог носиться как по-походному с карманами навыворот, на марше, так и в качестве боевой, церемониальной или парадной формы (со всеми орденами). В бою всем генералам предписывалось быть в мундирах с орденами с лентами и другими наградами. Чепраки и чушки генеральских седел изготовлялись из медвежьего меха, украшались Андреевскими звёздами (как в Гвардии).
Особое шитье устанавливалось офицерам и генералам квартирмейстерской части (серебряное с чёрным прибором и красным кантом), а также Свиты ЕИВ (золотое/серебряное с красным прибором). Им же были сохранены аксельбанты на правом плече (в этом случае у офицеров эполет носился только на левом плече, а у генералов — на обоих), отмененные в Гвардии и армии к 1810 году.
Помимо мундира офицерам и генералам в качестве повседневной нестроевой или походной формы был установлен двубортный сюртук, сохранивший общий крой едва ли в течение следующего столетия. Сюртук имел стоячий приборный воротник (под горло, на крючках — без какого-либо шитья, но с положенными кантами), красные обшлага, и мог носиться с сапогами, штиблетами, поясом или без оного, со шляпой или фуражной шапкой. Ордена на сюртуке носились без лент у высших степеней, аксельбанты на сюртук не полагались.
Сапоговидные штиблеты и туфли были заменены штиблетами на брючных застёжках. Офицеры в строю и верхом сохранили сапоги.
На смену лёгким и удобным треуголкам в мушкетёрских и егерских частях пришли новые головные уборы, высокие, тяжёлые и весьма неудобные; они носили общее название киверов, при этом ремешки на киверах и воротник тёрли шею. Гренадерские полки и батальоны вплоть до 1807 г. сохранили особые гренадерские шапки с медными налобниками — впоследствии (за Прейсиш-Эйлау(1805)) гренадерки были оставлены Павловскому (Лейб-гвардии Павловскому) полку «навечно». Высшему командному составу было приписано носить чёрные фетровые двууголки с чёрно-оранжево-белыми перьями и окантовкой и круглой суконной кокардой георгиевских цветов. Генеральские головные уборы имели белую выпушку (до 1807) по краю. Зимой в двууголке было тепло, но летом очень жарко, поэтому также стала популярна в тёплое время года фуражка-бескозырка. С 1811 г. в строю офицерам предписано носить кивера, двууголка оставлена для ношения с сюртуком (на походе, вне службы, верхом), причём все адъютанты (включая чинов Свиты ЕИВ) надевали её «с поля».
Изначально на киверах спереди размещались гергиевские тканевые круглые кокарды, затем — в пехотных и егерских подразделениях медные горящие гренады, а в гренадерских — горящие гренады с тройным пламенем. В гвардии на киверах крепился медный двуглавый орел особой формы. Позднее на киверах появились этишкеты. С 1813 г. на кивера (над эмблемой, под репейком) крепились особые знаки — за отличие в боях и походах, являющиеся коллективными наградами.
Погоны были введены сначала только в пехоте и все красного цвета, затем число цветов было доведено до пяти (красный, синий, белый, тёмно-зелёный (с красным кантом) и жёлтый, по порядку полков дивизии). В пехотных полках на погонах с 1811—1812 гг. проставлялся номер дивизии. В гренадерских полках погоны были красного цвета — с шифровкой, обозначающей первую букву в наименовании полка. Офицерские погоны обшивались приборным галуном, в 1807 году они были заменены эполетами в пехоте, кавалерии и всех остальных частях — по образцу французской армии. Впоследствии эполеты были даны и нижним чинам некоторых кавалерийских частей. Конструкция эполет, воротников, обшлагов менялась достаточно часто, неизменным оставался прибор и цвет поля (в цвет погон нижних чинов, в гвардии и у генералов поле золотое), а также общая форма эполет (обер-офицеры без бахромы, штаб-офицеры — с бахромой, генералы — с особой густой бахромой). Особые эполеты полагались военным медикам. Звания на эполетах не обозначались — для этого служили офицерские нагрудные знаки.
Павловские шинели с отложным воротником были заменены узкими шинелями со стоячими, не закрывающими ушей воротниками (цвет как у воротников мундира). Вообще, несмотря на значительное упрощение формы обмундирования, она была ещё далеко не удобна и не практична. Солдату было затруднительно содержать в исправности массу и принадлежностей, входивших в состав снаряжения; кроме того, форма обмундирования была все ещё сильно сложна и тяжела в носке.
Ополченцы при Александре I сначала одевались в какое хотели платье; позже им дана Форма состоявшая из серых кафтана, шаровар, заправленных в высокие сапоги, и картуза с медным крестом на тулье, ставшим их отличительным знаком.
Со дня вступления на престол Александра I и по 1815 г. офицерам было разрешено вне службы носить партикулярное платье; но по окончании заграничного похода вследствие брожения в армии это право было отменено.
- Военнослужащие Главного штаба, 1816 г.
- Штаб-офицер и обер-офицер гренадерского полка, 1815 г.
- Егерь и унтер-офицер 6-го егерского полка, 1816 г.
- Обер-офицер Астраханского кирасирского полка, около 1815 г.
- Унтер-офицер Польского уланского полка, 1815 г.
- Штаб-офицер Иркутского гусарского полка, 1815 г.

### Кавалерия
Кавалерию в этот период составляли драгунские, кирасирские, гусарские, уланские полки, а также казачьи части, считавшие иррегулярными.
Нововведения в кавалерии поначалу не отличались от пехотных — с кавалерийской спецификой. Были введены новые мундиры фрачного типа с высокими стоячими воротниками, новые высокие шляпы, существенно укорочены у нижних чинов косы (у офицеров косы оставлены по желанию, за офицерами же оставлено право ношения усов). У кирасиров были отменены кирасы. Перед началом кампании 1805 г. у драгун и кирасиров появились кожаные каски с медными налобниками с изображениями Андреевских звёзд (Гвардия) или двуглавых орлов (армия). Орденский кирасирский полк имел на каске изображение звезды Ордена Св. Георгия. Плюмаж каски по расцветке напоминал плюмаж пехотных киверов — белый перёд с красной вертикальной полосой у унтер-офицеров, чёрный перёд с белым тылом и красной поперечной полосой — у офицеров, целиком белый — у генералов, красный — у трубачей и т. д. Драгунский мундир был сперва светлее пехотного (как у егерей), но позже цвет был унифицирован с общим пехотным. Кирасиры сохранили белые мундиры и супервесты. В качестве полковых различий выступали воротники (в Гвардии — с золотым/серебряным шитьем и петлицами), отвороты фалд и погоны (у офицеров — с золотым/серебряным галуном), а также чепраки и чушки. В армейских частях на чепраках изображался вензель Императора, в Гвардии (кроме гусар) — Андреевская звезда.
Особняком стояли Кавалергарды и Конногвардейцы, офицеры которых имели дополнительно вицмундиры и специальную т. н. бальную форму. Вицмундиры были чёрного цвета (с такими же в сапоги) с чёрными с красным кантом (кавалергарды) и красными с красным кантом (конногвардейцы) воротниками, отворотами фалд и обшлагами без петлиц и шитья. Приборный металл — у кавалергардов серебро, у конногвардейцев золото. Вицмундир разрешалось носить вне строя, с фетровой офицерской шляпой или даже фуражной шапкой. Бальная форма состояла из мундира красного цвета с белыми лосинами и специальными белыми штиблетами. На фалдах кавалергардов располагалось специальное шитье. Чепраки и чушки в Кавалергардском полку были красные, с чёрной каймой и двойной (у офицеров серебряной, у нижних чинов — жёлтой) сутажной обшивкой последней; у Конной Гвардии чепраки и чушки были тёмно-синие, с красной каймой и жёлтой двойной (у офицеров — золотой) обкладкой.
Вицмундиры получили и офицеры гусарских полков — достаточно скромные, общекавалерийского покроя, тёмно-зелёного цвета с такими же в сапоги, с цветным (по полку) воротником с особым шитьем приборного металла. После введения эполет на вицмундире предписывалось носить только эполеты.
У гусар изменилась расцветка доломанов, ментиков, чачкир, воротников и обшлагов, а также чепраков. Были изменены и рисунки шитья, а также приборные металлы и цвет меха ментиков в ряде полков. В качестве головного убора был установлен кивер нового образца с гвардейской кокардой спереди.
В 1808—1811 гг. частично изменилась конструкция и элементы гарнитуры гусарских киверов (аналогично пехотным), гвардейским гусарам на кивер была установлена гвардейская же же специальная эмблема. Несколько изменилась и конструкция касок драгун и кирасир — подбородочные ремешки получили медную "чешую", плюмаж  стал менее пышным, приняв форму узкого чёрного гребня, сохранив цветовые отличия только для трубачей и литаврщиков.
В 1812 г. кирасирам, очевидно, учитывая успехи наполеоновских «латников» (во французской армии помимо кирасир кирасы с 1807—1808 г.г. носили и карабинеры), а также огромные потери от ружейного французского огня при Аустерлице и Фридланде, были возвращены кирасы из кованого железа, крашенные в чёрный цвет с обкладкой из красного шнура, состоявшие из нагрудника и наспинника. Между собой половины скреплялись поясным ремнём и плечевыми ремешками с медной "чешуей", застегивающиися на груди на две пуговицы. Особая история произошла в Псковском драгунском полку — его чинам были пожалованы кирасы, взятые с боем у французских карабинеров в сражении при Красном. Полк переименовали в кирасирский, а металлизированные кирасы с медной отделкой так и остались в полку в качестве своеобразной полковой реликвии (характерно, что чинам, которым французских кирас не хватило, были выданы кирасы отечественного образца).

### Артиллерия и инженерные части
В целом, изменения в артиллерийских и инженерных частях были аналогичны общеармейским — введение новых мундиров, головных уборов, наградных элементов и т. д. Был сохранен приборный цвет — чёрный, с красными погонами и кантами воротников, обшлагов и фалд. На кивера артиллеристам и саперам были установлены красные этишкеты (без султанов). На кивера гвардейской пешей и конной артиллерии были пожалованы гвардейские эмблемы, воротники и обшлага офицеров украсили золотые петлицы особого шитья. Чины армейской конной артиллерии в качестве головных уборов носили каски (по образцу драгунских).
Вскоре после окончания кампании 1812—1815 гг. был образован Сапёрный лейб-гвардии батальон, шефом которого стал Великий князь Николай Павлович (будущий император Николай I). Батальон получил форму, аналогичную гвардейской артиллерии, но с белым (серебряным) приборным металлом.

## Николай I
При Николае I мундиры и шинели сначала делались по-прежнему весьма узкие, особенно в кавалерии, где офицерам приходилось даже носить корсеты; под шинели нельзя было ничего поддеть; воротники мундира, оставаясь всё такими же высокими, застёгивались наглухо и сильно подпирали голову; кивера доходили до 5,5 вершков высоты и были похожи на перевёрнутые вверх дном вёдра; во время парадов они украшались султанами в 11 вершков длиной, так что весь головной убор был высотой 16,5 вершков (ок. 73,3 см). Шаровары, зимой суконные, а летом полотняные, носились поверх сапог; под ними надевались штиблеты на пяти, шести пуговицах, так как сапоги были совсем короткие. Особенно много хлопот солдату продолжала причинять амуниция из белых и чёрных лакированных ремней, требовавших постоянной чистки. Громадным облегчением было разрешение носить вначале вне строя, а затем и в походе фуражки, схожие с нынешними. Разнообразие форм было весьма велико; даже пехота имела неоднообразное обмундирование; некоторые её части носили мундиры двубортные, другие — однобортные. Кавалерия была одета весьма пёстро; её форма имела массу мелочей, пригонка которых требовала и времени, и сноровки.
С 1832 г. начинаются упрощения в форме обмундирования, выразившиеся прежде всего в упрощении амуниции; на рубеже 1830-х и 1840-х годов на основе русской кирасирской каски и древнерусского шлема был разработан русский вариант пикельхельма. Над его созданием лично работал император Николай I вместе с придворным живописцем, генерал-майором Свиты Его Императорского Величества Л. И. Килем. В 1844 году тяжёлые и неудобные кивера заменяются этими высокими касками с острым навершием (однако в конно-гренадёрских и гусарских полках кивера были сохранены), офицеры и генералы вместо устаревших двууголок стали носить фуражки с козырьками; войска были снабжены рукавицами и наушниками. С 1832 г. офицерам всех родов оружия разрешено носить усы, а офицерским лошадям не подстригать хвостов и не подрезать репицы. В общем, за годы правления Николая форма вместо французского всё больше сближалась с прусским покроем и в значительной степени повлияла на него: для офицеров и генералов были введены парадные каски с конскими хвостами, мундиры для гвардии шились из тёмно-синего или чёрного сукна, фалды на армейских мундирах стали делать крайне короткими, а на белые брюки при парадных и торжественных случаях стали нашивать красные лампасы, как в прусской армии. В 1843 г. на солдатских погонах были введены поперечные нашивки — лычки, по которым различались звания. В 1854 г. погоны были введены также и для офицеров: сперва лишь для ношения на шинели, а с 1855 г. — и на повседневной форме. С этого времени началось постепенное вытеснение эполет погонами.
- Обер-офицер Лейб-Гвардии Волынского полка, 1830 г.
- Драгуны Московского и Каргопольского драгунских полков, 1827 г.
- Унтер-офицер лабораторных рот, 1826—1828 г.
- Трубач конно-артиллерийских батарей Черноморского Казачьего войска, 1840-е гг.[8]
- Солдаты и офицер лейб-гвардии Финского стрелкового батальона, 1850-е гг.

## Александр II
Вполне удобную форму обмундирования войска получили только в царствование императора Александра II; постепенно изменяя форму обмундирования войск, довели её наконец до такого покроя, когда она, имея красивый и эффектный вид в блестящих родах оружия, была в то же время просторна и допускала в холодное время поддевание теплушек. В феврале 1856 года фракоподобные мундиры были заменены мундирами с полной юбкой (полукафтаны). Особым блеском отличалось обмундирование войск гвардии, которая в парадных случаях уже со времен Александра I носила особые цветные суконные или бархатные (чёрные) лацкана (нагрудники); кавалерия сохранила блестящие мундиры и их цвета, но покрой был сделан более удобным; всем были даны просторные шинели с отложным, закрывавшим уши воротником с матерчатыми петлицами; воротники мундиров были значительно понижены и уширены, хотя они и до сих пор ещё тверды и малопрактичны. Армейский мундир был сначала двубортный, затем однобортный; шаровары сначала носились в сапоги лишь в походе, потом у нижних чинов всегда; летом шаровары были полотняные.
Красивые, но неудобные каски остались только у кирасир и в гвардии, имевшей, кроме того, фуражки без козырьков, которые были отменены в 1863 году и оставлены исключительно для флота; в армии парадный и обыкновенный убор составляло кепи (в 1853—1860 годах парадный кивер), в первом случае с султаном и гербом. Офицеры имели ещё фуражки. Уланы продолжали носить кивера с ромбовидным верхом. Тогда же был дан весьма удобный и практичный башлык, немало послуживший солдату в суровое зимнее время. Ранцы были облегчены, число и ширина ремней для их носки уменьшены, и вообще солдатская ноша облегчена.
- Рядовой и адъютант Лейб-гвардии Литовского полка (в повседневной и парадной формах), 1862 г.[9]
- Обер-офицер и унтер-офицер 13-го гренадерского Эриванского полка, 1863 г.[10]
- Офицер в кителе
- Ефрейтор Туркестанских линейных батальонов в гимнастёрке
- Русский пехотинец в шинели с башлыком, 1877—1878 гг.
- Император Александр II в форме Лейб-Гвардии Гусарского Его Величества полка, 1873 г.

## Александр III
К началу 70-х годов XIX в. уже не было никаких стеснений относительно ношения усов, бород и т. п., но стрижка волос требовалась короткая. Форма обмундирования этой эпохи, будучи достаточно удобной, была дорога; затруднительна была притом пригонка мундиров с пуговицами и талией. Соображения эти, а главное, стремление к национализации побудили императора Александра III коренным образом изменить обмундирование войск; только гвардейская кавалерия сохранила, в общих чертах, свою прежнюю богатую одежду. В основу нового обмундирования были положены единообразие, дешевизна и удобство носки и пригонки. Все это было достигнуто, правда, в ущерб красоте. Головной убор как в гвардии, так и в армии состоял из невысокой, круглой барашковой шапки с суконным дном; шапка украшена в гвардии Андреевской звездой, в армии — гербом. Мундир со стоячим воротником в армии с прямой спиной и бортом без всяких кантов застегивается на крючки, которые можно свободно перешивать, уширяя или суживая мундир; гвардейский мундир имел косой борт с кантом, цветной высокий воротник и такие же обшлага; мундир кавалерии с преобразованием её исключительно в драгунские полки (кроме гвардии) совершенно стал похож на мундир пехоты, только несколько короче; барашковая парадная шапка; широкие, заправленные в высокие сапоги шаровары, в пехоте того же цвета, что и мундир, в кавалерии серо-синего, и серые шинели, застегивающиеся в армии на крючки, а в гвардии на пуговицы, довершают несложное обмундирование солдата 70-80х годов XIX в. Отсутствие пуговиц имело ещё и ту выгоду, что устранен лишний блестящий предмет, могущий в солнечную погоду обратить внимание неприятеля и вызвать его огонь; такое же значение имела и отмена султанов, касок с блестящими гербами и лацканов. Кавалерия при перемене обмундирования сохранила на своих шапках, воротниках и в виде кантов прежние свои цвета. В пехоте и других родах оружия, начиная с введения кепи с околышами, отличие одного полка от другого основано на комбинации цветов погон и околышей. Дивизия от дивизии отличалась номерами на погонах; в каждой пехотной дивизии первый полк имел красный, второй — синий, третий — белый, четвёртый — чёрный (тёмно-зелёный) околыши, первые два полка (первая бригада) — красные, а вторые два полка (вторая бригада) — синие погоны. Вся гвардия, артиллерия и саперные войска имели красные, а стрелки — малиновые погоны. Отличие одного гвардейского полка от другого, кроме околышей, заключался ещё в цвете канта и прибора. Описанная Форма во многом приближалась к требованиям, предъявляемым к обмундированию войск, но шапки и фуражки без козырька не защищали глаз от солнечных лучей. Значительное облегчение для войск было допущено Александром II введением для носки в жаркую погоду кителей и полотняных рубах; дополнением этого явились белые чехлы на фуражки в течение всего летнего периода, а также последовавшее разрешение заменять летом мундиры кителями, с орденами и лентами на них даже в торжественных случаях.
Также в правление Александра III, который как известно стоял на консервативных позициях, позаботился о том, чтоб форма солдата напоминала крестьянскую одежду. В 1879 году для солдат была введена гимнастёрка со стоячим воротником, как у рубашки-косоворотки.
- Казак Уральского казачьего войска, обер-офицер Лейб-гвардии Казачьего Его Величества полка и генерал-адъютант казачьих войск, 1883 г.[11]
- Воздухоплавательный парк. 1890 г.[12]
- Образец униформы эпохи Александра III, сохранявшейся и в начальные годы царствования Николая II. Слева направо: рядовой 16-го гренадерского Мингрельского полка Алексей Семёнович Усачёв, рядовой 1-го Кавказского саперного батальона Михаил Бочкарёв, рядовой 16-го гренадерского полка Михаил Борисов (Тифлис, 1903 г.)

## Николай II
Император Николай II почти не изменил формы обмундирования, установленной в прошлое царствование; были только постепенно восстановлены Форма гвардейских кавалерийских полков эпохи Александра II; офицерам всей армии была дана галунная (вместо простой кожаной, введенной Александром III) плечевая портупея; для войск южных округов парадный головной убор был признан слишком тяжёлым и заменён обыкновенной фуражкой, к которой прикрепляется маленький металлический герб. Наиболее существенные изменения последовали только в армейской кавалерии. Скромный мундир без пуговиц в начале царствования Николая II был заменен более красивым двубортным, шитым в талию и с цветным кантом по борту мундиром. Для гвардейских полков был введён кивер.
В каждой кавалерийской дивизии полкам даны одинаковые цвета: первому — красный, второму — синий, третьему — белый. Прежние цвета остались только в тех полках, для которых с цветом их было связано какое-либо историческое воспоминание. Одновременно с изменением цветов полков были изменены их фуражки: цветными стали делать не околыши, а тульи, чтобы цвет полка был виден на большом расстоянии, и всем нижним чинам даны козырьки. Войска вспомогательного назначения и различные специальные корпуса имели форму пехотного образца.
В 1907 г. исходя из опыта русско-японской войны в русской армии было введено полевое летнее обмундирование защитного (зеленовато-серого) цвета, состоявшее из фуражек с козырьками для всех чинов, кителей на пять пуговиц с накладными карманами на груди и боках для офицеров, рубах-гимнастерок из бумажной материи для солдат и защитного цвета шаровар для всех родов войск, кроме кавалерии и конной артиллерии (которым были оставлены при походной форме серо-синие рейтузы с цветными выпушками) и казаков (которым были оставлены синие шаровары с лампасами по цвету войска).
1907-1914 гг. стали периодом масштабных преобразований в форме одежды, сочетающих как радикальное упрощение (унификация парадной и повседневной (полевой) формы), так и возврат к пышным образцам эпохи Александра II и даже Николая I (введение особых парадных мундиров с киверами в гвардии, Генеральном штабе и т.д., возвращение бывшим армейским гусарским и уланским полкам их названий и элементов (парадной) униформы и т.д.). К этому же периоду относится введение нового полевого офицерского снаряжения (обр. 1912 г), а также папахи в качестве универсального зимнего головного убора.
В авиации приказом по военному ведомству №4 от 3.01.1914 г. были введены синий китель флотского образца (допускался и защитный общеармейский китель) и складная шапка (пилотка), из чёрного сукна, с чёрными бархатными клапанами, красные выпушки по швам, кокарда, как на фуражке, тулья крестообразно обшита узким серебряным галуном с двумя тонкими красными просветами.
|  |  |  |

### Первая мировая война
В период первой мировой войны 1914—1918 годов в армии широкое распространение получили кителя произвольных образцов — подражания английским и французским моделям, получившие общее наименование «френч» — по имени английского генерала Джона Френча. Особенности их конструкции в основном заключались в конструкции воротника — мягкого отложного, или мягкого стоячего с застежкой на пуговички подобно воротнику русской гимнастерки; регулируемой ширине обшлага (с помощью хлястиков или разрезной манжеты), больших накладных карманах на груди и полах с застежкой на пуговицы. Среди авиаторов ограниченное распространение получили френчи английского офицерского типа — открытые, для ношения с галстуком.
Уже в 1914 г. все галунные погоны в действующей армии были отменены и заменены ткаными в цвет кителя или шинели (цвет кантов, просветов, расположение и цвет звёздочек, а также форма погон остались неизменными). Однако если на фронте галунные погоны остались предметом «особого шика», прежде всего, для вновь произведенных офицеров, то погоны защитного цвета стали предметом такого же «шика» в тылу, обозначая своего носителя как «фронтовика» (в этой же связи среди офицеров-тыловиков были модны гимнастерки солдатского покроя, но из качественного офицерского сукна).
К революции 1917 г. русская армия подошла в кителях самого разнообразного покроя. Соответствие уставу наблюдалось только в штабах, тыловых организациях, а также во флоте. Однако усилиями нового военного и морского министра А. Ф. Керенского был уничтожен даже этот относительный порядок. Сам он носил китель-френч произвольного образца, вслед за ним его надели многие руководители армии. Флоту же было приказано переодеться в кителя с застежкой на крючки, обшитые чёрной тесьмой по борту, с карманами лишёнными клапанов. До изготовления новых образцов формы следовало перешить имеющуюся в наличии. Этот приказ офицеры исполняли произвольно, в результате флот тоже лишился единого образца кителя.